# Industriegewerkschaft Metall (DDR)
Die Industriegewerkschaft Metall (IG Metall) war die größte Einzelgewerkschaft im Freien Deutschen Gewerkschaftsbund (FDGB) der DDR. Die IG war Mitglied der Internationalen Vereinigung der Gewerkschaften der Werktätigen der Metallindustrie (IVG Metall) im Weltgewerkschaftsbund.

## Rolle der IG Metall in der DDR
Das Verhältnis des FDGB zu seinen Einzelgewerkschaften wie der IG Metall unterschied sich gravierend von dem des DGB in der Bundesrepublik zu seinen Einzelgewerkschaften wie der IG Metall West. Während der DGB als schwacher Dachverband aufgestellt ist und die eigentliche Gewerkschaftsarbeit und -macht in den Einzelgewerkschaften liegt, war der FDGB zentralistisch aufgebaut. Es gab zwar die Mitgliedsgewerkschaften wie die IG Metall, diese spielten aber keine große Rolle in der Gewerkschaftsorganisation.
Neben der Umsetzung des Prinzips des Demokratischen Zentralismus war es vor allem die unterschiedliche Funktion von Gewerkschaften in Ost und West: Hauptaufgabe der Gewerkschaft war es, die Planerfüllung zu gewährleisten. Die IG Metall war keine Arbeitnehmervertretung gegenüber der Betriebsleitung, da ein Gegensatz zwischen Betriebsleitung und Belegschaft in der DDR offiziell nicht existierte. Damit entfiel auch der Bedarf nach einer Struktur, die sich an den Wirtschaftszweigen orientierte. Vielmehr war Gewerkschaftsapparat Bestandteil und Instrument des politisch-ideologischen Machtgefüges der SED.

## Geschichte

### Gründung
Die Gründung der IG Metall als IG 12 des FDGB in der SBZ erfolgte auf der Zentraldelegiertenkonferenz (ZDK) am 13./14. Juni 1946. Die IG Metall war von Anfang an mitgliederstärkste Einzelgewerkschaft im FDGB. Im Juni 1946 verfügte sie über 421.558 Mitglieder (15,3 % der FDGB-Mitgliedschaft). Im Januar 1989 wurden 1.819.356 Mitglieder (18,9 % der FDGB-Mitgliedschaft) gezählt.

### IG Metallurgie
Im Juli 1951 wurden die Beschäftigten der metallurgischen Betriebe aus der IG Metall und der IG Bergbau herausgelöst und in eine IG Metallurgie ausgelagert. Diese Änderungen hatten aber nur bis 1958 Bestand. Die Mitglieder der IG Metallurgie wurden wieder in die IG Metall überführt, die bis zur 5. ZDK 1959 den Namen IG Metall/Metallurgie führte.

### Nach der Wende
Während der Wende brach für die IG Metall die Existenzgrundlage zusammen. Der Vorsitzende der IG Metall Gerhard Nennstiel trat nach Vorwürfen zurück, den Bau seines Eigenheims aus Mitteln einer FDJ-Initiative finanziert zu haben. Unter seinem Nachfolger Hartwig Bugiel orientierte sich die Gewerkschaft an der westdeutschen IG Metall. Am 6. Dezember 1989 vereinbarten die beiden Gewerkschaften einen Kooperationsvertrag. Noch in einer gemeinsamen Erklärung vom 27. Februar 1990 wurden ein gemeinsamer Arbeitsausschuss zu Satzungs- und Organisationsfragen eingerichtet.
Dieser Weg führte jedoch nicht zu einer Fusion von IG Metall Ost und West. Die IG Metall West entschied sich stattdessen, freie Gewerkschaften in den Metallbetrieben der DDR neu zu gründen.
Die außerordentliche Zentraldelegiertenkonferenz der IG Metall am 5./6. Oktober 1990 am Bogensee beschloss schließlich die Auflösung der IG Metall zum 31. Dezember 1990. Die Mitglieder wurden aufgefordert, der IG Metall im DGB beizutreten. Diesem Aufruf folgten etwa 900.000 Mitglieder. Auch wenn dies nur die Hälfte der Mitglieder der DDR-Zeit waren, lag der Organisationsgrad der IG Metall in den neuen Bundesländern danach deutlich über Westniveau.

### Konflikt um das Vermögen
Die Auseinandersetzung über das Vermögen von Parteien und Verbänden der DDR beschäftigte die IG Metall Ost noch 20 Jahre nach der Wende. Nach dem Auftrag der frei gewählten Volkskammer sollten die Parteien und Massenorganisationen, das rechtsstaatlich erworbene Vermögen behalten und den (weitaus überwiegenden) Rest abführen müssen; eine Abgrenzung erwies sich aber als schwierig. 1997 wurde nach einem Vergleich ein Betrag von umgerechnet 14 Millionen Euro aus dem strittigen Vermögen der Otto-Brenner-Stiftung übertragen.
Zum 31. Dezember 2008 wurden letztmals 2,5 Millionen Euro des Vermögens der IG Metall Ost an die nun gesamtdeutsche IG Metall gezahlt.

## Zentraldelegiertenkonferenzen
- 1. Zentraldelegiertenkonferenz 13./14. Juni 1946 in Berlin
- 2. Zentraldelegiertenkonferenz 22./23. Oktober 1947 in Berlin
- 3. Zentraldelegiertenkonferenz 4.–7. August 1950 in Magdeburg
- Außerordentliche ZDK 12./13. Dezember 1950 in Leipzig
- 4. Zentraldelegiertenkonferenz 28.–30. April 1955 in Leipzig
- 5. Zentraldelegiertenkonferenz 30. September – 2. Oktober 1959 in Leipzig
- 6. Zentraldelegiertenkonferenz 21./22.´September 1963 in Berlin
- 7. Zentraldelegiertenkonferenz 30./31. März 1968 in Karl-Marx-Stadt
- 8. Zentraldelegiertenkonferenz 13./14. Mai 1972 in Dresden
- 9. Zentraldelegiertenkonferenz 16./17. April 1977 in Brandenburg
- 10. Zentraldelegiertenkonferenz 27./28. März 1982 in Karl-Marx-Stadt
- 11. Zentraldelegiertenkonferenz 21./22. März 1987 in Gera
- 12. Zentraldelegiertenkonferenz 8./9. April 1990 am Bogensee
- Außerordentliche Zentraldelegiertenkonferenz 5./6. Oktober 1990 am Bogensee

## Vorsitzende
- Paul Peschke (Juni 1946 bis November 1949)
- Fritz Philipp (November 1949 bis Februar 1950)
- Emil Otto (Februar 1950 bis Oktober 1952)
- Hans Schmidt (Oktober 1952 bis August 1953 – wegen seiner Haltung am 17. Juni 1953 vom BuV abgelöst)
- Artur Baumann (komm. August bis Oktober 1953)
- Rolf Berger (Oktober 1953 bis Dezember 1957)
- Herbert Dönitz (Dezember 1957 bis Februar 1960)
- Horst Heintze (kommiss. Februar bis Mai 1960)
- Rolf Berger (Mai 1960 bis Februar 1961)
- Reinhard Sommer (Februar 1961 bis Oktober 1988)
- Gerhard Nennstiel (Oktober 1988 bis November 1989)
- Hartwig Bugiel (November 1989 bis Dezember 1990)